# Атокос

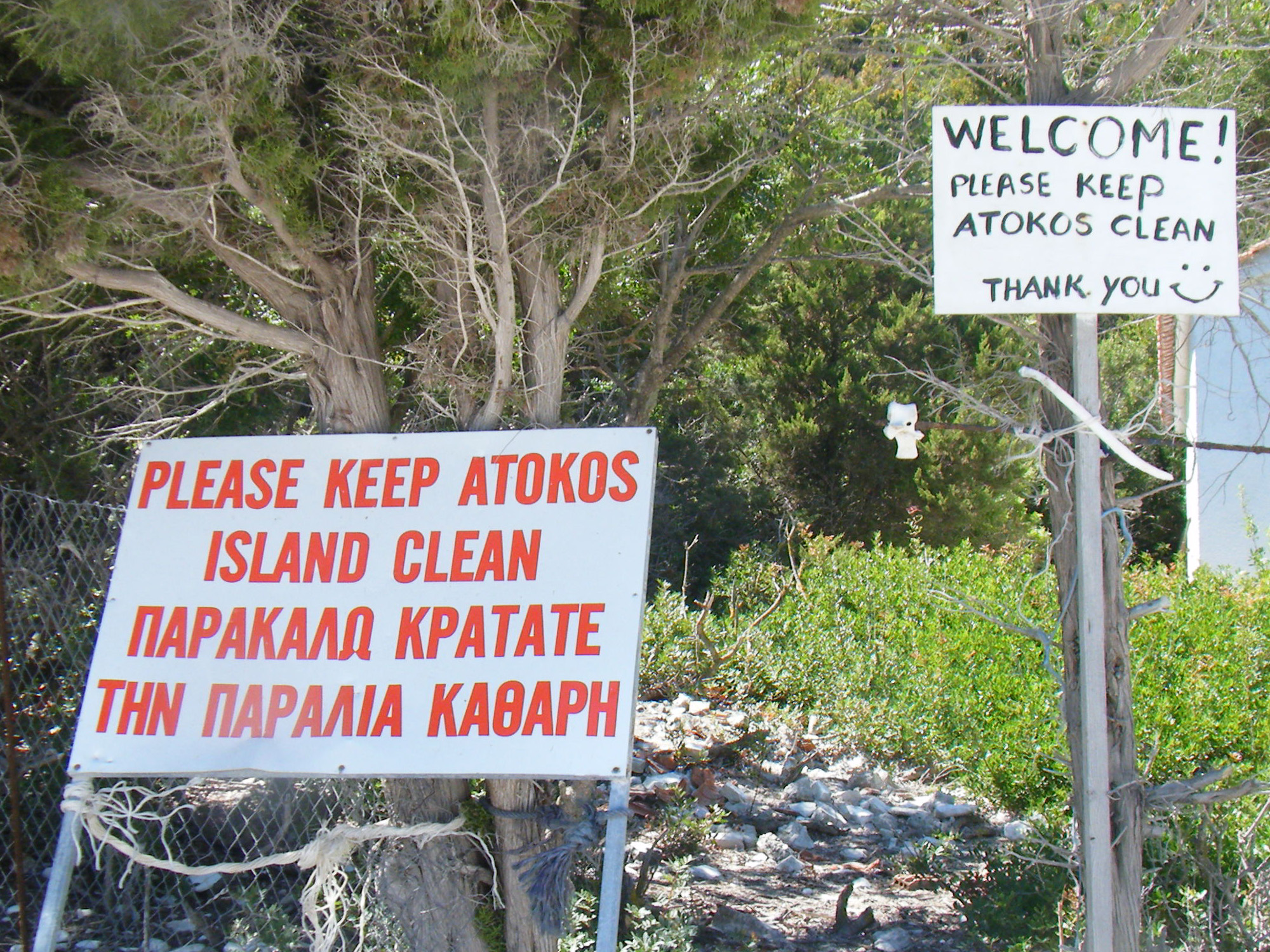
Атокос приветствует аккуратных посетителей

А́токос (греч. Άτοκος) — необитаемый греческий остров в Ионическом море. Остров входит в общину (дим) Итаку, является частной собственностью судоходного магната Панайотиса Цакоса (Παναγιώτης Τσάκος). Остров является необитаемым с 2011 года, но туристам разрешено посещение Атокоса. Атокос, в дословном переводе с греческого, означает «родившийся со скудной растительностью».

## География
Один из Ионических островов. Площадь острова — 4,4 км², наивысшая точка Атокоса составляет 333 метра. Является самым западным ионическим островом. Он расположен в 9 км к северо-востоку от Итаки и в 8 км к юго-западу от Кастоса. Остров находится рядом с главным судоходным каналом между Бриндизи в Италии и Патры на Пелопоннесе.
Остров гористый, с несколькими пляжами в бухтах, и пещеры на скалистом берегу. Атокос является местом проживания коз.